# Pseudococcus elisae
Pseudococcus elisae är en insektsart som beskrevs av Borchsenius 1947. Pseudococcus elisae ingår i släktet Pseudococcus och familjen ullsköldlöss. Inga underarter finns listade i Catalogue of Life.